# 威塞克斯伯爵詹姆斯
威塞克斯伯爵詹姆士·亞歷山大·菲臘·西奧·蒙巴頓-溫莎（英語：James Alexander Philip Theo Mountbatten-Windsor, Earl of Wessex，2007年12月17日—），2007年至2023年間使用塞文子爵（英語：Viscount Severn）頭銜，是愛丁堡公爵愛德華王子與愛丁堡公爵夫人蘇菲的幼子及獨子。他是查理斯三世最年輕的侄子。他出生時正值祖母伊利沙伯二世在位期間，當時他在英國王位繼承順序中排名第8位，現排名第16位。

## 嬰兒時期
2007年12月17日，詹姆斯於格林尼治標準時間16:20在薩里郡的弗雷姆勒公園醫院通過剖腹產出生。他的父親愛丁堡公爵愛德華王子是伊利沙伯二世與愛丁堡公爵菲臘親王最小的孩子。他的母親愛丁堡公爵夫人蘇菲在1999年嫁入王室前從事公關工作。他的全名「詹姆斯·亞歷山大·菲臘·西奧」於12月21日公布。他有一位姐姐路易絲。
詹姆斯於2008年4月19日在溫莎城堡的私人禮拜堂由溫莎教長大衛·康納施洗，其教父母阿拉斯泰爾·布魯斯、鄧肯·布利文特（Duncan Bullivant）、托馬斯·希爾（Thomas Hill）、丹妮絲·波爾頓（Denise Poulton）、珍妮·歐文（Jeanye Irwin）以及祖父母伊利沙伯二世與菲臘親王見證了洗禮。

## 教育
詹姆斯於2011年至2021年就讀位於桑赫斯特附近的男女混合預備學校鷹屋學校，之後進入牛津郡的私立學校拉德利公學。

## 公開露面
詹姆斯於2016年首次在皇家軍隊閱兵的馬車遊行中公開亮相，並出席了2022年皇家軍隊閱兵。2020年9月，他與父母一同參與漢普郡南海城海灘的「英國海灘清潔」活動，支持海洋保護協會。
在2022年3月29日參加祖父愛丁堡公爵菲臘親王的感恩追悼會後，詹姆斯在同年6月出席了白金禧年國家感恩儀式與白金漢宮白金派對。
2022年9月17日，在祖母伊利沙伯二世國喪期間，詹姆斯與姐姐路易絲及六位表親在西敏廳為停放靈柩的伊利沙伯二世進行15分鐘守靈。9月19日，他與其他家族成員一同出席國葬儀式。
2023年5月6日，當時持有威塞克斯伯爵禮稱的詹姆斯與其他王室成員一同在西敏寺出席伯父查理斯三世和卡米拉的加冕禮，次日參加了在溫莎城堡舉行的加冕音樂會。
2024年3月31日，詹姆斯與父母一同出席溫莎城堡聖喬治禮拜堂的復活節晨禱，是唯一出席該活動的年輕一代王室成員。

## 稱號、頭銜與榮譽

### 稱號與頭銜
塞文子爵的頭銜源自蘇菲家族的威爾斯血統。詹姆斯出生時即獲此禮節性頭銜，因其為父親伯爵頭銜的法定繼承人。
根據1917年頒布的英皇制誥，詹姆斯出生時自動成為英國王子（威塞克斯的詹姆斯王子，現為愛丁堡的詹姆斯王子），該制誥規定君主的所有男性直系孫輩皆享有王子身份與「殿下」稱號。然而，其父母結婚時，白金漢宮宣布他們的子女將以伯爵子女而非王子或公主的頭銜稱謂。2020年，詹姆斯的母親重申，詹姆斯與其姊姊保留王室頭銜與稱號的使用權，並可在年滿18歲時自行決定是否使用。
2023年3月，其父獲封為愛丁堡公爵後，詹姆斯依禮節改稱威塞克斯伯爵，此為家族現行最高附屬頭銜。愛丁堡公爵爵位屬終身貴族制，將於其父去世後廢止，但作為父親世襲貴族頭銜（威塞克斯伯爵、科發伯爵與塞文子爵）的法定繼承人，詹姆斯預期將在適當時機繼承這些頭銜。

### 榮譽
2008年6月，為紀念愛德華王子訪問加拿大曼尼托巴省，該省北部一湖泊被命名為詹姆斯湖。詹姆斯的姊姊亦獲同等榮譽，該省另一湖泊以路易絲湖命名。

## 外部連結
| 威塞克斯伯爵詹姆斯 溫莎王朝出生于：2007年12月17日 | 威塞克斯伯爵詹姆斯 溫莎王朝出生于：2007年12月17日 | 威塞克斯伯爵詹姆斯 溫莎王朝出生于：2007年12月17日 |
| 頭銜繼承順序                                      | 頭銜繼承順序                                      | 頭銜繼承順序                                      |
| ------------------------------------------------- | ------------------------------------------------- | ------------------------------------------------- |
| 前任者： 愛丁堡公爵                               | 英国王位继承 第16位                               | 下一順位： 路易絲·蒙巴頓-溫莎女勳爵               |
| 聯合王國排位名單                                  |                                                   |                                                   |
| 前任者： 愛丁堡公爵                               | 紳士 威塞克斯伯爵                                 | 下一順位： 彼得·菲利普斯                          |